# Avinyonet del Penedès
Avinyonet del Penedès là một đô thị trong ’’comarca’’ Alt Penedès, Barcelona, Catalonia, Tây Ban Nha.

## Biến động dân số
| 1900 | 1930 | 1950 | 1970 | 1986 | 2007 |
| ---- | ---- | ---- | ---- | ---- | ---- |
| 1452 | 1464 | 1257 | 1161 | 1187 | 1588 |